# کریا
کریا (به سانسکریت क्रिया، تمرین و فعالیت در یک رشته یوگا برای دستیابی به یک نتیجه خاص اشاره دارد.

## اشتقاق لغات
کریا یک اصطلاح سانسکریت است که از ریشه سانسکریت kri به معنای «انجام دادن» گرفته شده‌است. کریا به معنای «تمرین، تلاش» است. کلمه کارما نیز از ریشه سانسکریت √kṛ (kri) कृ، به معنی «انجام دادن، علت، معلول». کارما به ریشه لفظی پروتو-هندواروپایی *kwer- «ساختن، شکل‌دادن» مربوط می‌شود.
ریشه kṛ (کری) در ادبیات سانسکریت باستان رایج است و برای توضیح ایده‌ها در ریگ ودا، سایر وداها، اوپانیشادها، پوراناها، حماسه‌های هندوئیسم به آن استناده می‌شود.

## تمرین‌ها
یوگا سوتراهای پاتانجلی ۲٫۱ سه نوع کریا را تعریف می‌کند، تاپاس (ارادت زاهدانه)، Svādhyāya (شناخت)، و Isvara pranidhana (ادراک و آگاهی بالاتر).
تطهیرهای یوگا یا شاتکارماها را گاهی Shatkriyas ("شش عمل") می‌نامند.
مدرسه کریا یوگا، که توسط یوگاناندا تأسیس شده‌است، بر تکنیک‌های pranayama متمرکز است.